# 酵母氨酸
酵母氨酸（英語：Saccharopine）是赖氨酸的一种代谢中间产物。

## 反应
酵母氨酸所涉及的反应，由酵母氨酸脱氢酶催化：
赖氨酸 + α-酮戊二酸 ⇌ 酵母氨酸 ⇌ 谷氨酸 + ε-醛赖氨酸